# Filosoof

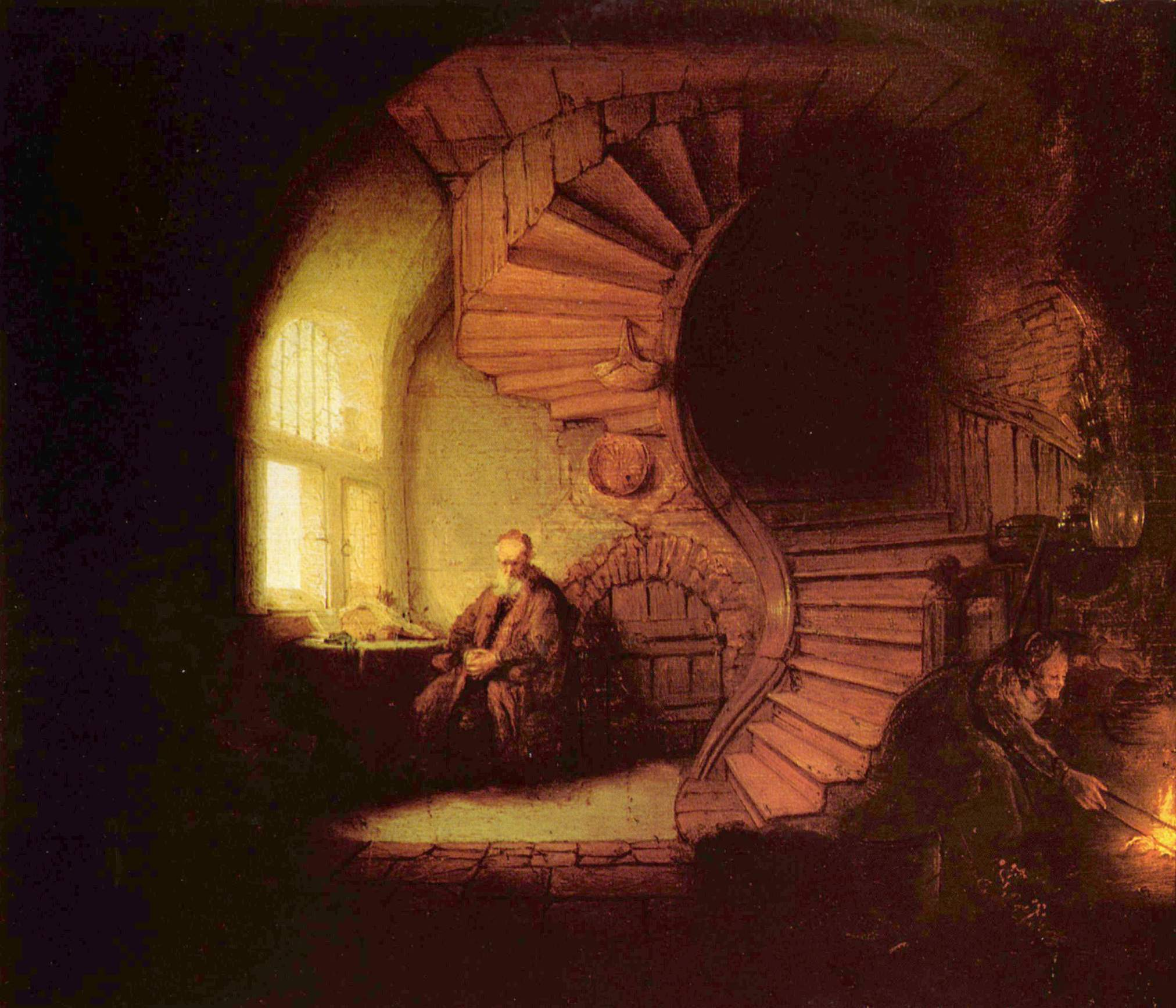
De filosoof (1632) door Rembrandt van Rijn

Met een filosoof (Grieks: φιλόσοφος) of wijsgeer wordt een beoefenaar van de filosofie bedoeld, al dan niet met een academische titel. Het woord filosoof stamt af van het Oudgrieks 'philosophos' (φιλόσοφος), een samenstelling van de woorden 'philos' (φίλος = vriend) en 'sophia' (σοφία = wijsheid) en betekent letterlijk 'vriend van de wijsheid'.

## De eerste filosofen
Sinds de zevende eeuw v.Chr. traden er voor het eerst "filosofen" op in de betekenis die men er tegenwoordig aan geeft. In de westerse wereld waren dat onder meer Thales van Milete, Pythagoras, Socrates en Plato, in het Oosten Gautama Boeddha en Confucius. Opmerkelijk is dat de meeste filosofen in het verleden mannen waren. In de recente geschiedenis zijn er ook vrouwelijke filosofen, onder wie Hannah Arendt, Luce Irigaray, Donna Haraway en Judith Butler.

## Academische titel

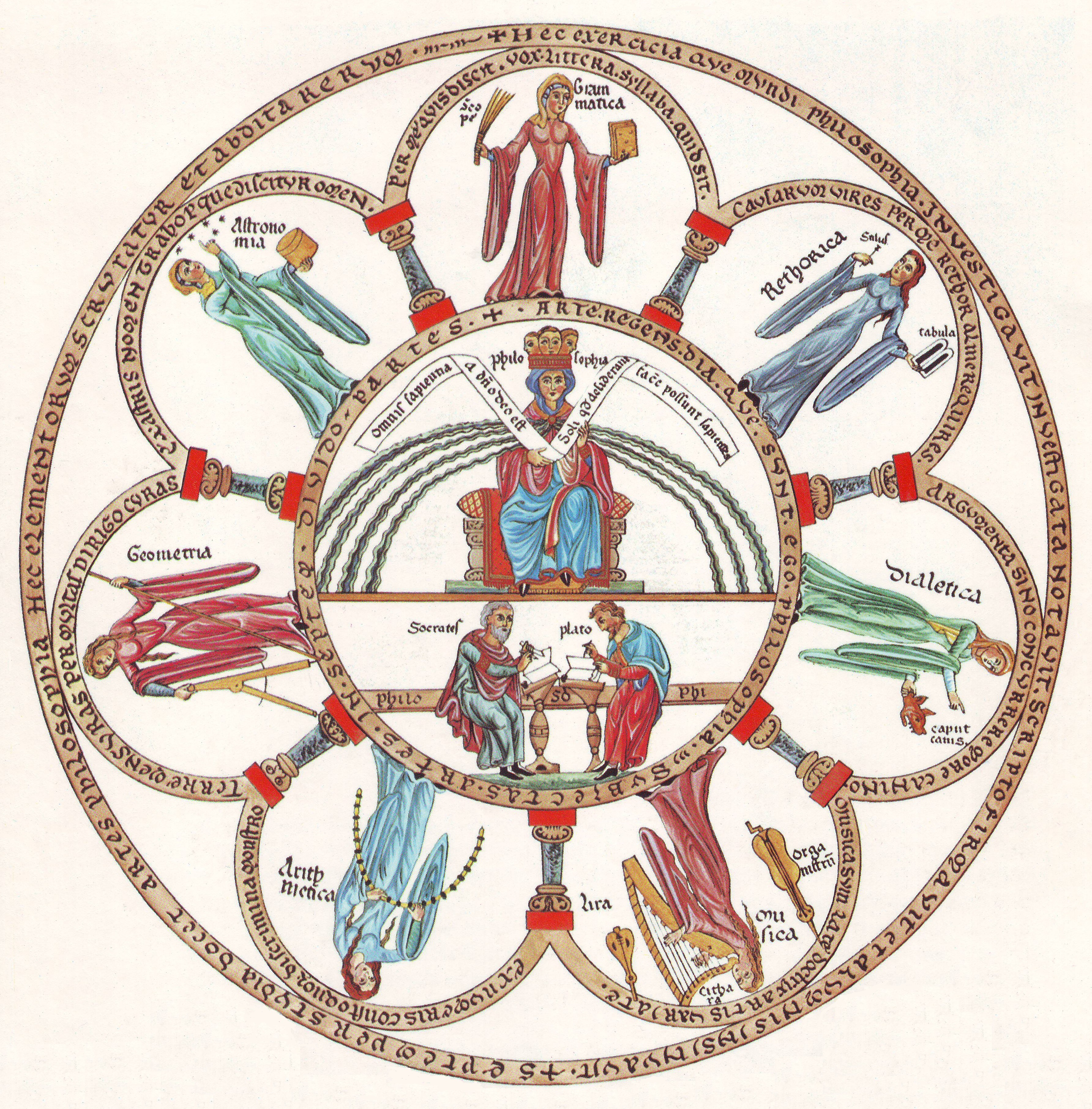
Allegorie van de filosofie en de zeven vrije kunsten uit Hortus Deliciarum.

In Nederland kreeg iemand die was afgestudeerd aan de universiteit in de filosofie vroeger de titel doctorandus in de wijsbegeerte. Sinds de invoering van de bachelor-masterstructuur wordt afgestudeerden de Engelstalige titel Bachelor of Arts in Philosophy of Master of Arts in Philosophy toegekend. Een academicus (universitair afgestudeerde) mag echter, volgens de Wet op het hoger onderwijs en wetenschappelijk onderzoek (WHW) (art. 7.20), in plaats van de mastertitel nog steeds de oude titulatuur bezigen. Filosoof is evenwel geen beschermd beroep, dus iedereen mag zich filosoof noemen.

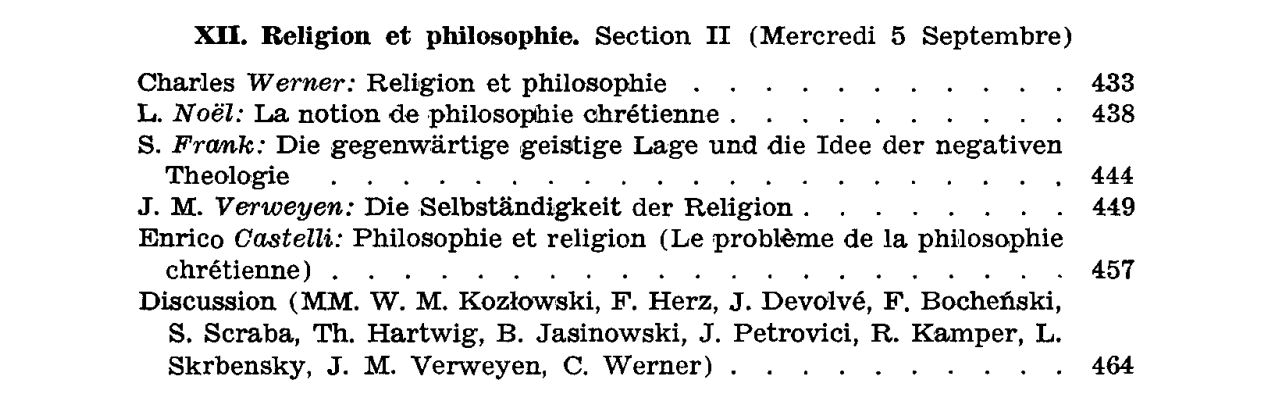
Fragment uit tabel XII van "Religie en filosofie", sectie II (woensdag 5 september), overgenomen uit de verslagen van het Achtste Wereldcongres voor Filosofie, gehouden in Praag, 1934.

## Verschillende mogelijke opvattingen
De vraag wie een filosoof is, kan vanuit verschillende gezichtspunten worden beantwoord. Elke definitie van wat onder een filosoof wordt begrepen is noodzakelijk tijd- en cultuurgebonden. Vanzelfsprekendheden zijn er eigenlijk niet. Zo is het op zijn minst omstreden of een filosofiewetenschapper ook als filosoof moet worden beschouwd. Arthur Schopenhauer bekritiseerde de universitaire filosofie met de woorden: "Er zijn maar weinig filosofen geweest die professoren in de filosofie waren, en nog minder professoren in de filosofie zijn filosofen..."
Volgens Cornelis Verhoeven, destijds een bekende hoogleraar in de wijsbegeerte, doet een verzameling 'wijsgerige grondbegrippen' denken aan een bouwpakket met een handleiding voor doe-het-zelvers. Dat leidt niet tot wijsbegeerte, maar hoogstens tot algemene ontwikkeling. Wijsbegeerte wil het weten zo lang mogelijk uitstellen en leeft als het ware bij de gratie van dit uitstel.